# Пфинцтал
Пфинцтал (њем. Pfinztal) општина је у њемачкој савезној држави Баден-Виртемберг. Једно је од 32 општинска средишта округа Карлсруе. Према процјени из 2010. у општини је живјело 17.792 становника. Посједује регионалну шифру (AGS) 8215101.

## Географски и демографски подаци
Пфинцтал се налази у савезној држави Баден-Виртемберг у округу Карлсруе. Општина се налази на надморској висини од 151 метра. Површина општине износи 31,0 km². У самом мјесту је, према процјени из 2010. године, живјело 17.792 становника. Просјечна густина становништва износи 573 становника/km².

## Међународна сарадња
| Мјесто   | Држава    | Врста сарадње | Од    |
| -------- | --------- | ------------- | ----- |
| Лердам   | Холандија | партнерство   | 1988. |
| Рокицани | Чешка     | контакт       | 2000. |
| Извор    |           |               |       |